# Juanito Gutiérrez
Juan Gutiérrez Moreno, conhecido como Juanito (Cádis, 23 de julho de 1976) é um ex-futebolista da Espanha que atuava como zagueiro.
Revelado pelo Cádiz CF, passou pelo Real Betis, Atlético de Madrid e Real Valladolid e está atualmente aposentado.

## Carreira

### Cádiz e Betis
Juanito nasceu em Cádiz. Depois de dar os primeiros passos como sénior no os reservas do clube da sua cidade natal Cádiz CF, mudou-se para o vizinho Andalucia Real Betis em 1997 , passando três temporadas com os suplentes; em 2000–01 foi emprestado a outro time da região, Recreativo de Huelva da Segunda División. Juanito fez sua estreia pelo time principal do Betis na Campanha 2001–02 e imediatamente se estabeleceu como titular regular do time, frequentemente marcando em bola parada . A primeira foi em 27 de janeiro de 2002, um golo no último minuto contra o Real Madrid em um empate fora de casa por 1 a 1.
Em 2004–05, Juanito marcou quatro gols em 33 jogos, com a equipe conquistando honras de qualificação para a UEFA Champions League, também ganhando a Copa del Rey. David Rivas, o outro marcador, acrescentou mais quatro. Nas três temporadas seguintes, o Betis lutou constantemente contra o rebaixamento da La Liga com sucesso, Juanito perdeu apenas um total de 13 partidas no campeonato, somando seis gols. Em 22 de abril de 2007, em um empate 2–2 no RCD Espanyol, ele jogou os últimos minutos como goleiro devido à expulsão de Pedro Contreras, com pênalti marcado – Raúl Tamudo empatou.

### Atlético e Valladolid
Depois de ser rebaixado no final da 2008–09, Juanito mudou-se para o Atlético Madrid em transferência gratuita, quase 33 anos . Sua temporada de estreia foi instável, já que começou como titular, foi rebaixado para o banco, recuperou sua posição no colombiano Luis Perea e perdeu novamente; em 4 de abril de 2010 marcou seu primeiro gol como Colchonero, abrindo o 3- 0 placar em casa contra o Deportivo de La Coruña.
Para a Campanha 2010–11, todos os titulares do Atlético permaneceram com a equipe e o uruguaio Diego Godín também foi adquirido. Assim, Juanito caiu ainda mais na hierarquia defensiva, aparecendo apenas em uma partida da Copa da Espanha contra Universidad de Las Palmas CF (empate em casa por 1–1, após 5 –0 vitória fora de casa na primeira mão); em 11 de janeiro de 2011, ele rescindiu seu contrato com o clube, transferindo-se para a segunda divisão do Real Valladolid pouco depois.

## Seleção Espanhola
Juanito atuou na Eurocopa de 2004 e na Eurocopa de 2008 pela Seleção Espanhola, vencendo o último torneio, além de atuar na Copa do mundo da FIFA de 2006, mas foi omitido da Copa do mundo de 2010, na qual a Seleção Espanhola se sagrou campeã.

## Títulos
Real Betis
- Copa do Rei: 2004–05

Atlético de Madrid
- Liga Europa da UEFA: 2009–10

Seleção Espanhola
- Eurocopa: 2008